# مجدالدین اربلی
ابوعبدالله محمد بن احمد اِربِلی شهرت‌یافته به ابن ظهیر حنفی و مجدالدین اربلی (۱۲۰۵ - ۱۲۷۸م) (نسب: محمد بن احمد بن عمر) محدث، زبان‌شناس، ادیب و شاعر عراقی در سدهٔ هفتم هجری بود. «تذکرة الأریب و تبصرة الأدیب» و «مختصر أمثال الشریف الرضی» از آثار اوست.